# Фестивал српске омладине дијаспоре „Бројаница”
Фестивал српске омладине дијаспоре „Бројаница” jе културно-уметничкa манифестација, који се сваке године одржава у Тренту, граду у северној Италији. Сматра се највећом светковином српског фолклора у Европи.

## О фестивалу
Фестивал српске омладине дијаспоре „Бројаница” одржава се од 2021. године. Идејни творац овог догађаја је Ђорђе Милановић, а организатори су ССКУД „Видовдан Трентино–Доломити” из Трента, којег је Милановић председник, и Унија српске дијаспоре.
На фестивалу учествују чланови фолклорних удружења из бројних европских држава у којима је српско расејање велико, попут Немачке, Аустрије, Швајцарске, Шведске, Француске, али и из Босне и Херцеговине, Хрватске и матице Србије. Своје играчко умеће подједнако показују дечји, омладински и ветерански ансамбли.
Фестивал нема такмичарски већ саборни карактер, у циљу умрежавања удружења у дијаспори и учвршћавању њихових веза са матицом и промоције српске културе и традиције. Фестивалски репертоар је опширан и разноврсан, а чине га игре из свих српских земаља, уз одговарајућу народну ношњу. Године 2025. забекежен је рекордан број учесника – њих 1300.
Покровитељи фестивала су италијанске и српске институције, попут покрајине Трентино - Јужни Тирол и Кабинет предсједника Републике Српске. Због заслуга на пољу презентације народне баштине, „Бројаница” је нарађена многим признањима.